# Autalia kabyliana
Autalia kabyliana är en skalbaggsart som beskrevs av Gaston Fagel 1959. Autalia kabyliana ingår i släktet Autalia och familjen kortvingar. Inga underarter finns listade i Catalogue of Life.